# لمن هذه الدمية (رواية)
لمن هذه الدمية رواية للأديبة تغريد عارف النجّار، صدرت عن دار السلوى للدراسات والنشر في الأردن عام 2019. تستعرض الرواية حكاية أجيال متعددة، وتعكس التحديات التي تواجهها فتلة فلسطينية عند اقترابها من مرحلة الجامعة، إذ تجد نفسها بين ثقافتين مختلفتين، إحداهما فلسطينية متجذرة في تاريخ مؤلم، والأخرى أمريكية تشكل واقعها اليومي، وتسلط الكاتبة الضوء على امتداد الهوية والإنتماءحازت الرواية على جائزة الاتصالات في الإمارات عن فئة أدب اليافعين عام 2019تُرجمت الرواية للغةالإيطالية عن دار فرتنلي للنشر ترجمة ليلى مطر.

## زمن ومكان الرواية
تدور أحداث الرواية في شيكاغو ولبنان وفلسطين التاريخية عام 1948 تحكي قصّة الفتاة اليافعة أروى وجدّتها ليلى، وتخوض أروى مغامرة لإيجاد دمية جدتها التي تركتها خلفها في يافا يوم هجّرت منها لبيروت في النكبة، وأثناء مغامرتها تعود أروى برحلة شيقة إلى جذورها العربية وتتعرّف على سعيد وتزور لبنان وطن والدها، وكذلك تزور جدتها يافا.

## الشخصيات
- أروى: فتاة شابة على وشك دخول الجامعة، تعيش بين ثقافتين وتكتشف سرًا مرتبطًا بتاريخ عائلتها.
- الجدة ليلى: أستاذة جامعية في شيكاغو، تحمل ذكريات يافا، وتطلب هدية من حفيدتها.
- سارة: صديقة أروى الأمريكية، تساعدها في البحث عن أصل الهدية وتمثل الثقافة الأمريكية.

## حول الرواية
تروي تغريد قصة أروى، فتاة شابة تنشغل بالبحث عن هدية طلبتها جدتها ليلى، الأستاذة الجامعية المقيمة في شيكاغو، وخلال رحلة البحث، تعثر بالصدفة على مفاجأة غير متوقعة تثير فضولها وتدفعها إلى محاولة كشف حقيقتها، وتطلب مساعدة صديقتها الأمريكية سارة، تسعى لمعرفة كيف انتقلت هدية جدتها من يافا إلى شيكاغو، لتجد نفسها أمام خيوط من الماضي تحمل أسرارًا عن تاريخ عائلتها.
تُعتبر رواية لمن هذه الدمية للكاتبة تغريد عارف النجار عملًا أدبيًا متعدد الأبعاد، يتقاطع فيه الحكي الشخصي مع التاريخ الجماعي، وقد دفعت الكاتبة إلى تأليف هذه الرواية مجموعة من الدوافع المتشابكة، حيث تسعى الرواية إلى استكشاف التحديات التي تواجه الهوية الثقافية المزدوجة، والتي يعيشها العديد من أبناء الجاليات العربية في الغرب، من خلال شخصية أروى التي تحاول التوفيق بين هويتها الأمريكية وجذورها العربية، وتلعب الذاكرة دورًا محوريًا في الرواية، حيث تحاول أروى الحفاظ على ذاكرة عائلتها وتاريخها، مما يعكس رغبة الكاتبة في الحفاظ على الذاكرة الجماعية للشعب الفلسطيني. تسعى الرواية إلى نقل تجربة الجيل الأول من المهاجرين إلى الأجيال الشابة، وتشجيعهم على التعرف على جذورهم وتاريخهم، مما يعزز الوعي بالهوية والتراث. تتناول الرواية قضية فلسطين واللاجئين الفلسطينيين، وتسعى إلى إذكاء الوعي بهذه القضية لدى القراء، وتعزيز التضامن مع الشعب الفلسطيني. تمثل الرواية عملًا أدبيًا يجمع بين السرد الواقعي والخيال، ويستخدم الأدوات الأدبية المختلفة للتعبير عن الأفكار والمعاني، مما يعكس شغف الكاتبة بالإبداع الأدبي.